# 甲板

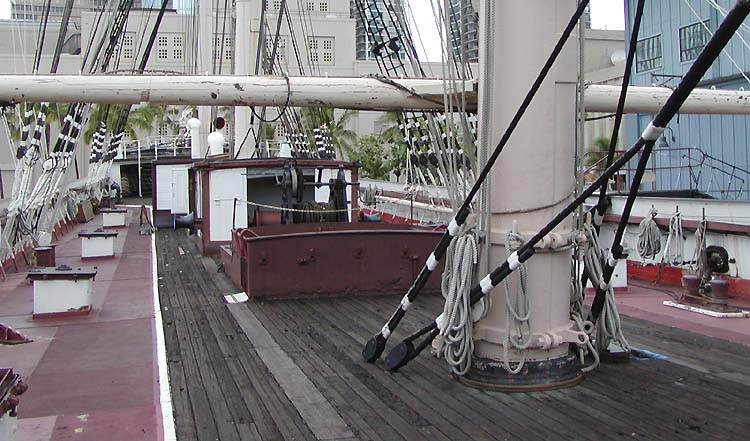

甲板（英語：deck）通常指船隻上位於隔間或船體上面的永久覆蓋物，多為露天設計。在艇或船上，主甲板是構成船體頂部的水平結構物，既可強化船體，也可供人員在上面行走或工作。輪船通常有超過一層的平面，可以是在船體內，也可以在主甲板上的上層結構內，類似多層大廈的各樓層，它們有時也被稱為甲板。